# Liechtenstein op de Olympische Winterspelen 1964
Tijdens de Olympische Winterspelen van 1964, die in Innsbruck (Oostenrijk) werden gehouden, nam Liechtenstein voor de vijfde keer deel.

## Deelnemers en resultaten

### Alpineskiën
| Olympiër             | Discipline       | Resultaat | Prestatie                           |
| -------------------- | ---------------- | --------- | ----------------------------------- |
| Josef Gassner        | afdaling (m)     | 53e       | 2.37,38 (+19,22)                    |
| Josef Gassner        | reuzenslalom (m) | 47e       | 2.10,67 (+23,96)                    |
| Josef Gassner        | slalom (m)       | dnq       | niet geplaatst voor finalewedstrijd |
| Hans-Walter Schädler | afdaling (m)     | 48e       | 2.35,84 (+17,68)                    |
| Hans-Walter Schädler | reuzenslalom (m) | 40e       | 2.05,08 (+18,37)                    |
| Hans-Walter Schädler | slalom (m)       | 36e       | 2.32,00 (+20,87) 1.20,29+1.11,71    |
| August Wolfinger     | afdaling (m)     | 52e       | 2.37,25 (+19,09)                    |
| August Wolfinger     | reuzenslalom (m) | 46e       | 2.10,64 (+23,93)                    |
| August Wolfinger     | slalom (m)       | dnq       | niet geplaatst voor finalewedstrijd |

### Rodelen
| Olympiër        | Discipline | Resultaat | Prestatie                                                |
| --------------- | ---------- | --------- | -------------------------------------------------------- |
| Hans Nägele     | mannen     | 27e       | 4.06,29 (+39,52) (59,65 / 1.04,56 / 1.00,65 / 1.01,43)   |
| Magnus Schädler | mannen     | 30e       | 4.17,11 (+50,34) (1.03,16 / 1.03,26 / 1.05,75 / 1.04,94) |
| Johann Schädler | mannen     | dnf       | opgave                                                   |

Argentinië · Australië · België · Bulgarije · Canada · Chili · Denemarken · Duits eenheidsteam · Finland · Frankrijk · Griekenland · Groot-Brittannië · Hongarije · IJsland · India · Iran · Italië · Japan · Joegoslavië · Libanon · Liechtenstein · Mongolië · Nederland ·  Noord-Korea · Noorwegen · Oostenrijk · Polen · Roemenië · Sovjet-Unie · Spanje · Tsjecho-Slowakije · Turkije · Verenigde Staten · Zuid-Korea · Zweden · Zwitserland